# Andrew Wiles
Andrew John Wiles (Cambridge, Inglaterra, 11 de abril de 1953) es un matemático británico. Alcanzó la fama mundial en 1993 por exponer la demostración del último teorema de Fermat, que aunque resultó fallida en primera instancia fue exitosamente corregida por el propio Wiles dos años más tarde, en 1995.

## Método
Wiles pudo demostrar el último teorema de Fermat a partir de la conexión, esbozada por Frey, y demostrada por Ken Ribet en 1985, de que una demostración de la llamada conjetura de Taniyama-Shimura conduciría directamente a una demostración del último teorema de Fermat. En resumen, la conjetura de Taniyama-Shimura establece que cada curva elíptica puede asociarse unívocamente con un objeto matemático denominado forma modular. Si el último teorema de Fermat fuese falso, entonces existiría una curva elíptica tal que no puede asociarse con ninguna forma modular, y por lo tanto la conjetura de Taniyama-Shimura sería falsa. Por lo tanto, Taniyama-Shimura demuestra el último teorema de Fermat.
La demostración de la conjetura de Taniyama-Shimura suponía ya de por sí un reto de suma importancia, ya que constituía uno de los puntos del llamado Programa Langlands, cuyo objetivo consiste en unificar áreas de las matemáticas que aparentemente no tienen relación entre sí. Wiles pasó los 8 años siguientes a la demostración de Ribet en completo aislamiento trabajando en el problema, lo cual es un modo de trabajo inusual en matemáticas, donde es habitual que matemáticos de todo el mundo compartan sus ideas a menudo. Para no levantar sospechas, Wiles fue publicando artículos periódicamente, como haría cualquier matemático de cualquier universidad del mundo.
En 1993, Wiles creyó que su demostración estaba cerrada:
Uno entra en la primera habitación de una mansión y está en la oscuridad. En una oscuridad completa. Vas tropezando y golpeando los muebles, pero poco a poco aprendes dónde está cada elemento del mobiliario. Al fin, tras seis meses más o menos, encuentras el interruptor de la luz y de repente todo está iluminado. Puedes ver exactamente dónde estás. Entonces vas a la siguiente habitación y te pasas otros seis meses en las tinieblas. Así, cada uno de estos progresos, aunque a veces son muy rápidos y se realizan en un solo día o dos, son la culminación de meses precedentes de tropezones en la oscuridad, sin los cuales el avance hubiera sido imposible.
| El último teorema de Fermat establece que no existe solución con números enteros no nulos (ni x=0, ni y=0, ni z=0) para la ecuación: xn + yn = zn si n es un entero más grande que dos. |
| ____________________________________ |
| Asociación entre Fermat y Taniyama |
| Si p es un primo mayor que 2 y a, b y c son enteros positivos tales que ap+bp=cp entonces la ecuación correspondiente y² = x(x - ap)(x + bp) define una curva elíptica hipotética, llamada la curva de Frey, que debe existir si hay un contraejemplo al último teorema de Fermat. Siguiendo el trabajo de Yves Hellegouarch, quien fue el primero en considerar esta curva, Frey señaló que si tal curva existiese tendría propiedades peculiares, y sugirió en particular que aquella curva no sería una curva modular. |

Aprovechó una serie de conferencias en el Instituto Isaac Newton, de la Universidad de Cambridge, para realizar su anuncio. El título de sus conferencias fue deliberadamente poco específico. Al cabo del primero de los tres días que duró las conferencias, se comenzó a expandir el rumor de que Wiles iba a demostrar el último teorema de Fermat, lo cual provocó que su última conferencia estuviera abarrotada de gente. Al final de esta conferencia, Wiles pronunció: "[...] y esto demuestra el último teorema de Fermat. Creo que lo dejaré aquí". Lo siguiente fue una estruendosa ovación.
Sin embargo, Wiles no quiso exponer su artículo al escrutinio detallado de toda la comunidad matemática hasta que hubiera sido revisado por un pequeño grupo de matemáticos, a cada uno de los cuales fue encargado revisar una parte del manuscrito original de más de 100 páginas. Dicho escrutinio reveló un error fatal, que Wiles no pudo solucionar de inmediato. Tras dos años de trabajo intenso y la ayuda de su ex doctorando Richard Taylor, Wiles publicó en Annals of mathematics el artículo definitivo (Wiles, Andrew. Modular elliptic curves and Fermat's last theorem. Ann. of Math. (2) 141 (1995), no. 3, 443--551.), junto con otro artículo escrito en colaboración con Taylor en el cual detallaba las técnicas que permiten resolver el fallo de la primera demostración.
Wiles utilizó más de 100 páginas y modernas técnicas matemáticas. En la práctica es imposible que esta demostración sea la misma que insinuó Fermat. (Fermat poseía un ejemplar de la Arithmetica de Diofanto en cuyos márgenes anotaba las reflexiones que le iban surgiendo. En uno de estos márgenes enunció el teorema y escribió Cuius rei demonstrationem mirabilem sane detexi. Hanc marginis exiguitas non caperet, cuya traducción es Poseo una demostración en verdad maravillosa para este hecho, pero este margen es demasiado estrecho para contenerla). Fermat llegó a demostrar el caso {\displaystyle n=4} mediante el método de descenso infinito; es probable que se haya engañado al creer que tenía una prueba para el caso general. Puede ser incluso que se haya percatado de su error ulteriormente: sus notas marginales eran de uso personal, y por lo tanto Fermat no hubiera tenido que desdecirse con sus correspondientes.

## Premios
- 1995, Premio Fermat
- 1995 y 1996, Premio Wolf
- 1996, Medalla Royal
- 1998, IMU Silver Plaque
- 1999, Premio de Investigación Clay
- 2005, Premio Shaw
- 2016, Premio Abel
- 2017, Medalla Copley

## Libros
- Andrew Wiles (mayo de 1995). «Modular elliptic curves and Fermat's Last Theorem» (PDF). Annals of Mathematics 141 (3): 443-551. doi:10.2307/2118559.
- El último teorema de Fermat. Simon Singh. ISBN 958-04-4865-5